# امپراتوری جید
امپراتوری جید (به انگلیسی: Jade Empire) بازی ویدئویی نقش‌آفرینی اکشن است که توسط بایوور توسعه یافته و در اصل توسط اکس‌باکس گیم استودیوز در سال ۲۰۰۵ به عنوان یک انحصاری برای اکس باکس منتشر شد. این بازی سپس در سال ۲۰۰۷ به رایانه‌های شخصی ویندوز منتقل شد و توسط ۲کی گیمز منتشر شد. انتقال‌های دیگر برای مک‌اواس (۲۰۰۸) و سکوهای موبایل (۲۰۱۶) به ترتیب توسط فیندو و آسپیر انجام شدند. این بازی از اساطیر چین اقتباس شده‌است و بازیکن کنترل آخرین راهب روح را در دست می‌گیرد که قصد دارد آموزگارش استاد لی را نجات دهد و با نیروهای فساد امپراتور سون‌های بجنگد.

## گیم پلی
امپراتوری جید یک بازی اکشن نقش‌آفرینی (RPG) است که در آن بازیکنان کنترل شخصیتی را به دست می‌گیرند که اغلب «راهب روح» نامیده می‌شود. راهب روح دارای شش الگوی شخصیتی از پیش تعیین شده با آمارهای مختلف است: این آمار به سلامت، انرژی جادویی (چی) و تمرکز تقسیم می‌شود که برای کاهش سرعت زمان در طول مبارزه یا استفاده از سلاح استفاده می‌شود. شخصیت‌ها به سه شخصیت مرد و سه شخصیت زن تقسیم می‌شوند و شخصیت مرد چهارم در نسخه‌های بعدی موجود است. کاوش از منظر سوم شخص از طریق محیط‌های عمدتاً خطی یا محوری انجام می‌شود، جایی که می‌توان ماموریت‌ها را از شخصیت‌های غیرقابل بازی (NPC) پذیرفت. تکمیل ماموریت‌ها پاداش‌هایی از جمله اکس‌پی، پول درون بازی و تکنیک‌های گهگاهی مبارزه را به ارمغان می‌آورد.